# Niclas Nilsson
Niclas Nilsson, född 2 februari 1971 i Lund, är en svensk poet och översättare från engelska. Nilsson har översatt titlar av bland andra Michael Palmer, Lyn Hejinian, Denis Johnson och Marilynne Robinson.

### Diktsamlingar
- 2005 – Patriarkat (Wahlström & Widstrand)
- 2010 – Love me tender (Wahlström & Widstrand)
- 2015 – Mene tekel (Wahlström & Widstrand)